# قبله (البرز)
قبله (البرز)، روستایی از توابع بخش مرکزی شهرستان البرز در استان قزوین ایران است.

## جمعیت
این روستا در دهستان پیریوسفیان قرار دارد و براساس سرشماری مرکز آمار ایران در سال ۱۳۸۵، جمعیت آن زیر سه خانوار بوده‌است.